# PRIDE 武士道 -其の八-

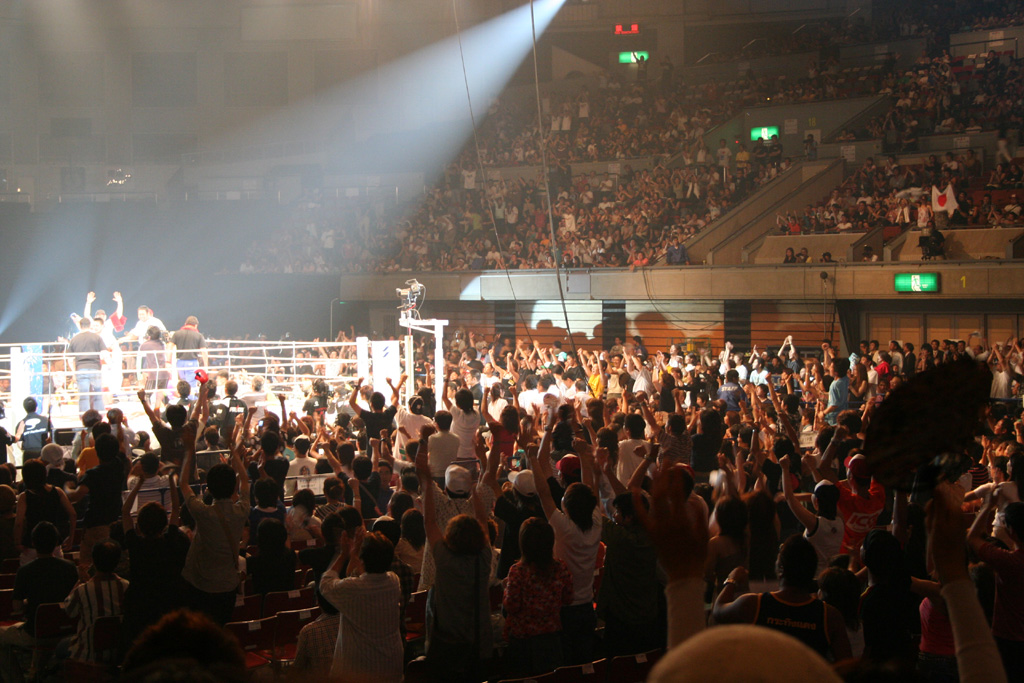
会場の様子

PRIDE 武士道 -其の八-（プライド ぶしどう そのはち）は、日本の総合格闘技イベント「PRIDE」の大会の一つ。2005年（平成17年）7月17日、愛知県名古屋市の名古屋レインボーホールで開催された。

## 大会概要
五味隆典はジーン・シウバに判定勝ちを収めた。フィル・バローニは長南亮を圧倒しKO勝ちを収めた。
ヨアキム・ハンセンがPRIDEに参戦。今成正和に得意の膝蹴りをヒットさせKO勝ちを収めた。

## 試合結果
第1試合 ライト級ワンマッチ 1R10分、2R5分
○  ジョシュ・トムソン vs.  杉江"アマゾン"大輔 ×
1R 2:35 膝十字固め
第2試合 ウェルター級ワンマッチ 1R10分、2R5分
○  デニス・カーン vs.  アンドレイ・シモノフ ×
2R終了 判定3-0
第3試合 ライト級ワンマッチ 1R10分、2R5分
○  マーカス・アウレリオ vs.  中尾受太郎 ×
2R終了 判定3-0
第4試合 ウェルター級ワンマッチ 1R10分、2R5分
○  大久保一樹 vs.  村田龍一 ×
1R 9:30 腕ひしぎ十字固め
第5試合 ヘビー級ワンマッチ 1R10分、2R5分
○  ジェームス・トンプソン vs.  戦闘竜 ×
1R 1:31 KO（右アッパー）
第6試合 ライト級ワンマッチ 1R10分、2R5分
○  ヨアキム・ハンセン vs  今成正和 ×
1R 2:34 KO（左膝蹴り）
第7試合 ウェルター級ワンマッチ 1R10分、2R5分
○  ダニエル・アカーシオ vs.  三崎和雄 ×
2R終了 判定3-0
第8試合 ライト級ワンマッチ 1R10分、2R5分
○  川尻達也 vs.  ルイス・ブスカペ ×
2R終了 判定3-0
第9試合 無差別級ワンマッチ 1R10分、2R5分
○  美濃輪育久 vs.  キモ ×
1R 3:11 アキレス腱固め
第10試合 ウェルター級ワンマッチ 1R10分、2R5分
○  フィル・バローニ vs.  長南亮 ×
1R 1:40 KO（右フック）
第11試合 ライト級ワンマッチ 1R10分、2R5分
○  五味隆典 vs.  ジーン・シウバ ×
2R終了 判定3-0